# یواموتو ۴۹۵۱
سیارک ۴۹۵۱ (به انگلیسی: 4951 Iwamoto، نامگذاری:1990BM) چهار هزار و نهصد و پنجاه و یکمین سیارک کشف شده‌است که در ۲۱ ژانویه ۱۹۹۰ کشف شد.
قدر مطلق سیارک برابر ۱۳٫۴۰ است.